# Benedito Meia-Légua
Benedito Caravelas, mais conhecido como Benedito Meia-Légua (Villa Nova do Rio de Sam Matheus, 1805 - São Mateus de 1885), foi um escravizado, insurgente e líder quilombola, que atuou na região que compreende os atuais municípios de São Mateus e Conceição da Barra.

## Biografia

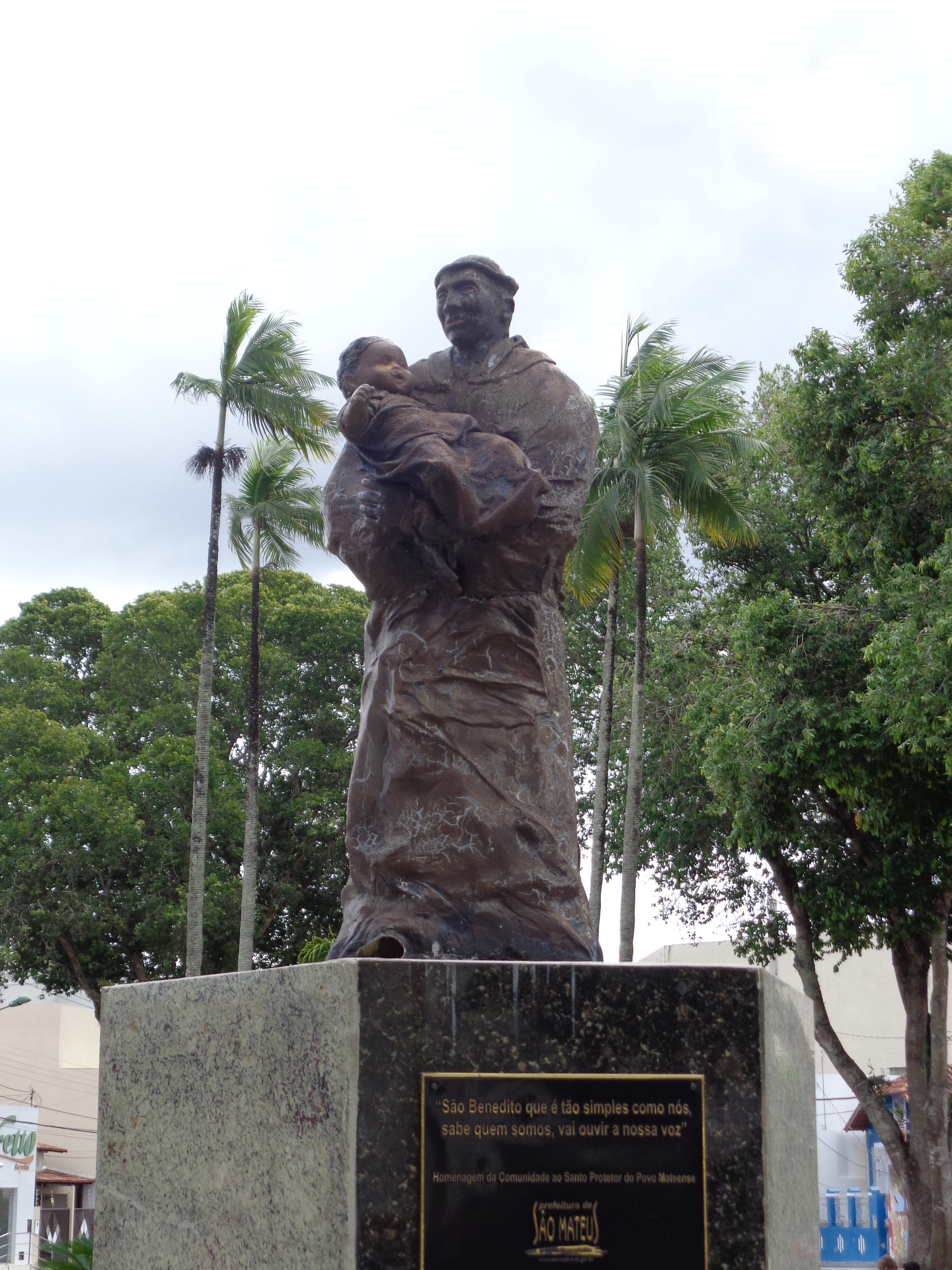
Estátua de São Benedito obra Marcelo Pimentel

Benedito Caravelas nasceu cativo na Villa Nova do Rio de Sam Matheus. O apelido Meia-Légua veio de suas várias viagens ao nordeste. Suas qualidades de líder, sua coragem e sua astúcia transformaram-no em símbolo de esperança de libertação para os escravizados da região norte do Espírito Santo.
Em um das várias vezes em que foi preso, Benedito chegou a São Mateus amarrado pelo pescoço, sendo puxado por um capitão do mato montado a cavalo. Os negros que foram presos junto a ele foram obrigados a surrá-lo. Dado como morto, seu corpo foi entregue aos escravos para providenciarem seu sepultamento no Cemitério dos Escravos, na Cachoeira do Cravo. Deixaram seu corpo na Igreja de São Benedito e ficaram de fora rezando. No outro dia, quando entraram na igreja, não encontraram o corpo, mas apenas as pegadas com marcas de sangue. A partir dai surgiu a lenda de que Meia-Légua era protegido de São Benedito, pois andava com uma pequena imagem do santo em um embornal.
Meia-Légua pretendia invadir São Mateus no dia 26 de Julho de 1881. O plano era invadir a cidade no dia de Santa Ana, onde entrariam no Porto com o pretexto de louvarem a santa. Junto a ele havia outros líderes quilombolas, dentro os quais estavam Viriato Canção-de-Fogo, Cosntância D'Ângola, Negro Rugério e Clara Maria do Rosário dos Pretos. A tomada da cidade foi evitada porque o plano foi deflagado. Ao ser informado, o presidente da província enviou um destacamento para o local, a fim de combater os insurgentes. A força era composta por 24 praças de linha, um inferior e um corneta, sobe o comando de um oficial. Este destacamento, em conjunto com os capitães do mato da região, tomaram de assalto o quilombo de Negro Rugério, onde atualmente se localiza o bairro Santana e Conceição da Barra. Depois de cercado o quilombo, o Alferes, comandante do destacamento, penetrou nele sozinho, sendo que naquela ocasião foram ouvidos dois tiros. Benedito errou o alvo e fez-se em fuga, perseguido pelo mesmo alferes que não conseguiu captura-lo. A maioria dos negros aquilombados foram mortos nesta ocasião, sendo queimadas todas as casas de farinha ali presentes.
| “ | 20 escravos fugidos, comandados pelo criminoso Benedito, condenado a galés, ex-escravo dos herdeiros de Dona Rita Cunha, mãe do Barão dos Aymorés, formavam um quilombo em São Mateus. O grupo, cujos elementos viviam dispersos por diferentes lugares da comarca, espalhavam o terror por onde passavam, atirando e roubando. | ” |

O bando de Benedito Meia-Légua saía sempre em pequenos grupos, sendo que cada grupo tinha um líder que mantinha sempre as características suas, a fim de confundir os perseguidores. Com tal artifício, Meia-Légua e seus companheiros conseguiram se manter durante quarenta anos, sempre perseguidos, mas nunca capturados. Quando era noticiada sua morte, ele reaparecia em outra fazendo com novas investidas. Graças a isso, espalhou-se o mito de que era imortal.
Velho, doente e mancando de uma perna, só foi morto por ter sido traído por um caçador, que denunciou as tropas seu esconderijo, sendo este o oco de uma árvore, onde sempre dormia. Aqueles que o perseguiam montaram tocaia em volta do tronco e ali ficaram até a noite, esperando que ele se recolhesse para dormir. Logo que o viram entrar, taparam o tronco e lhe atearam fogo, que ardeu durante dois dias e duas noites.